# Świat nawiedzany przez demony
Świat nawiedzany przez demony. Nauka jako światło w mroku (tytuł oryginalny The Demon-Haunted World: Science as a Candle in the Dark, 1995) – książka napisana przez Carla Sagana w celu wyjaśnienia zwykłym ludziom metody naukowej. Zachęca do nauki krytycznego i racjonalnego myślenia. Wyjaśnia metody pomagające odróżnić idee uważane za poprawne naukowo od takich, które powinny zostać uznane za pseudonaukowe. Sagan twierdzi, że nowe idee powinny być rygorystycznie sprawdzane metodami racjonalnego myślenia i dopiero jeśli nie zostaną w ten sposób obalone mogą zostać uznane za przypuszczenia.
Według autora racjonalne myślenie to środki tworzenia argumentów, rozumienia, uzasadniania i rozróżniania pomiędzy poprawnymi i niepoprawnymi argumentami. Tam gdzie jest to możliwe należy zastosować niezależne sprawdzanie. Wierzy, że myślenie oparte na przyczynowości i logika pozwalają dojść do prawdy. Wnioski wynikają z przesłanek, a zasadność przesłanek jest niezależna od uprzedzeń.
Przedstawia zestaw narzędzi nazwany „detektorem banialuk” (baloney detection kit), który umożliwia wykrycie „najpowszechniejszych błędów logicznych i retorycznych” takich jak argumenty odwołujące się do autorytetu lub statystyka małych liczb. Narzędzia te prezentują korzyści wynikające z krytycznego myślenia i nauki, która poprawia własne błędy. Na racjonalistyczną analizę składają się zarówno tworzenie poprawnych argumentów, jak i rozpoznawanie fałszywych lub oszukańczych. W celu ich rozpoznania Sagan proponuje zastosowanie tych narzędzi jako niezależnego potwierdzenia faktów, oceny i używanie brzytwy Ockhama.
Sagan przedstawia racjonalistyczną analizę wielu rodzajów przesądów, oszustw, twierdzeń pseudonauki i wierzeń religijnych takich jak bogowie, czarownice, UFO, postrzeganie pozazmysłowe i leczenie wiarą.
Rozdział 24: Nauka i czary oraz 25: Prawdziwi patrioci zadają pytania, Sagan napisał razem z Ann Druyan. Zawierają one więcej treści politycznych niż pozostałe części książki.